# Trieces flavifrons
Trieces flavifrons là một loài tò vò trong họ Ichneumonidae.